# Acer oxyodon
Acer oxyodon é uma espécie de árvore do gênero Acer, pertencente à família Aceraceae.